# Virginia Nimarkoh
Virginia Agyeiwah Nimarkoh (Londres, 1967) es una artista y activista británica radicada en Londres. Nimarkoh estudió en el Goldsmiths College London desde 1986 hasta 1989, y se doctoró en Bellas Artes. Su práctica combina principalmente proyectos fotográficos y curatoriales. También se ocupa de iniciativas de desarrollo comunitario y regeneración ambiental en Londres, además de  trabajar en una empresa de alimentos crudos y una organización de seguridad alimentaria en Londres.

## Trayectoria
El trabajo de Nimarkoh está centrado en el tratamiento de la identidad en relación con la historia personal; los métodos con los cuales registramos nuestras vidas, cómo elegimos editar nuestro pasado y en la disparidad que a menudo se da entre la realidad, la memoria y las imágenes que poseemos de este pasado.
En 1990, Henry Bond y Sarah Lucas seleccionaron una serie de fotoinstalaciones de Nimarkoh para incluirlas en su exposición East Country Yard Show.
Tres años más tarde, Nimarkoh produjo The Phone Box: Art in Telephone Boxes (Londres: Virginia Nimarkoh/Bookworks, 1993), una edición de 300 obras con originales de artistas, así como Postcard un libro de artista compuesto por 144 postales en color que forman una imagen compuesta (Londres: BookWorks, 1993).
Su serie fotográfica Urban Utopias, que comenzó en 2005, se ocupa de espacios del sureste de Londres, que representan parcelas, granjas y parques de la ciudad.
En 2008, Nimarkoh comisarió el proyecto de investigación Edge of a Dream: Utopia, Landscape & Contemporary Photography, que exploraba las representaciones utópicas del paisaje dentro de la fotografía artística reciente en el contexto del capitalismo global. Este trabajo fue financiado por Arts & Humanities Research Council, con el apoyo de Camberwell. Facultad de Artes, Universidad Goldsmiths de Londres y Hand Eye Projects. La selección de artistas internacionales incluía a Simryn Gill (AUS), Mandy Lee Jandrell (SA/UK), Virginia Nimarkoh (UK) y David Spero (UK). El proyecto de investigación encargó nuevos textos a Anthony Iles (revista Mute ), Kate Soper (Universidad Metropolitana de Londres ), John Wood (Goldsmiths) y un prefacio de Paul Halliday (Goldsmiths). El libro Edge of a Dream fue publicado en 2011 por Affram Books.
En 2019, Nimarkoh trabajó con Fan Sissoko en el cortometraje We The People, en colaboración con Advocacy Academy, el primer campus de activismo juvenil del Reino Unido, con sede en Brixton. El proyecto, con banda sonora original de Dubmorphology, fue encargado por el Museo de Londres.

## Exposiciones

### Exposiciones individuales
- Urban Utopias, Kunstraum Lakeside, Alemania (2011).[9]

### Exposiciones colectivas
- 1991: Four x 4, instalaciones de dieciséis artistas en cuatro espacios. Museo y Galería de Arte Harris, Preston, con Shaheen Merali, Houria Niati, Sher Rajah, Lesley Sanderson; Galería de arte de Wolverhampton, Wolverhampton con Osi Audu, Val Brown, Stephen Forde, Rita Keegan ; The City Gallery, Leicester con Medina Hammad, Richard Hylton, Tony Phillips, Folake Shoga; Arnolfini, Bristol con Permindaur Kaur, Alistair Raphael y Vincent Stokes, comisariada por Eddie Chambers.[10]
- 1994: Mise en Scene Instituto de Arte Contemporáneo, Londres.[11][12]
- 1995: Care and control, Hackney Hospital, Londres, con Donald Rodney.[13][14]
- 1995: Exotic Excursions, Iniva, Londres con Michael Curran, Clair Joy, Tatsuo Majima, Fernando Palma Rodríguez, Kate Smith y Clare Cumberlidge.[15]

## Publicaciones
- David Bate, Francois Leperlier, Puesta en escena: Claude Cahun, Tacita Dean, Virginia Nimarkoh, ICA Londres, 1994.[16]

- The Holy Bible: Old Testament, un libro de artista de David Hammons, coproducido por Virginia Nimarkoh y Richard Hylton, 2002.[17][18]
- Edge of a Dream: Utopia, Landscape + Contemporary Photography, Simryn Gill, Mandylee Jandrell, David Spero, Paul Halliday, Virginia Nimarkoh, John Wood, Anthony Iles y Kate Soper, Affram Books 2010.[19]

- Katharine Meynell, Mutual Dependencies mutuas, Artwords Press London, 2011.[20]

## Enlaces
Sitio web de Virginia Nimarkoh
- Datos: Q7934429